# Alisia Dragoon
Alisia Dragoon é um jogo eletrônico de plataforma, lançado em 1992 para Mega Drive/Genesis. Foi desenvolvido pela Game Arts, que também publicou o jogo no Japão. O estúdio de animação Gainax, ajudou a desenvolver o jogo e foi responsável pela arte do jogo e a história. O jogador controla Alisia, uma jovem que está numa missão para vingar seu pai e salvar o mundo. Ela pode disparar raios de suas mãos e chamar quatro bestas para ajudá-la.
O jogo foi lançado nos Estados Unidos e na Europa pela Sega. Devido à falta de penetração no mercado do Japão e da falta de publicidade do jogo no exterior, Alisia Dragoon não fez um grande impacto sobre o mercado de videogames, apesar dos elogios que recebeu de vários críticos. O jogo foi um dos primeiros no setor a apresentar uma personagem feminina como protagonista, capaz de se defender sem ajuda do sexo oposto.

## Jogabilidade
O jogador controla a personagem feminina, Alisia, na sua missão de salvar o mundo, ao derrotar as forças do mal que mataram seu pai. O jogo consiste em oito níveis de ambientes de side-scrolling; matando os inimigos mortos-vivos que ficarem em seu caminho. No final de cada fase o jogador enfrentará um chefão, um inimigo mais forte que o normal.
Alisia ataca disparando raios relâmpago de suas mãos, que automaticamente acerta os inimigos dentro do alcance. No entanto, conforme vai usando, o poder começa a ficar gradualmente mais fraco, até se esgotar. Sua energia recarrega quando ela para de atacar; quando totalmente carregado, ela libera um ataque com bombas, acertando todos os inimigos na tela.
Ajudando Alisia na sua busca são os seus monstros de estimação. Estas criaturas voam ao redor da heroína por conta própria, atacando e bloqueando os ataques dos inimigos.  Há quatro animais, cada um com seu próprio tipo de ataque. O Dragon Frye cospe bolas de fogo, e o Boomerang Lizard joga bumerangues. O Thunder Raven emite uma explosão do trovão que afeta os inimigos do outro lado da tela, e o Ball O' Fire queima os inimigos. Apenas um animal pode lutar ao lado Alisia, mas o jogador pode escolher qualquer um dos quatro (ou nenhum) como companheiro ativo a qualquer momento.
No decorrer do jogo, Alisia e seus monstros podem melhorar suas habilidades coletando "power-ups". Esses itens são colocados para aprimoramento, principalmente em lugares escondidos, durante as primeiras sete fases. Os "power-ups" podem curar Alisia e seus monstros, aumentar sua barra de vida, melhorar os seus ataques, ou ficar invulnerável por um determinado tempo. O jogo termina quando todos os "continue" são usados. Alisia Dragoon não tem recurso para salvar o progresso do jogador. Quando o jogo acaba, uma tela é apresentada, mostrando o desempenho do jogador com base no número de mortes e o nível de poder do ataque de Alisia.

## Enredo
Semelhante à maioria dos jogos de ação da Sega Genesis (conhecido como Mega Drive fora dos Estados Unidos), o enredo do jogo é simples e curto. O jogo vai direto para a ação, a tarefa de Alisia é matar tudo à vista. Depois de derrotar o chefe final, o jogador é presenteado com uma cena cinematográfica de Alisia retornando para sua casa. No Japão, grande parte da história foi descrita no manual. Alisia é a filha de um feiticeiro, que prendeu o principal vilão, Baldour, em um casulo e mandou para o espaço. Seu pai por sua vez, foi torturado até a morte pelos seguidores de Baldour. Quando o vilão cai de volta no planeta e começa a despertar, Alisia se prepara para derrotar ele e seus seguidores. As versões americana e européia do jogo promoveram uma história diferente. Alisia é anunciada como um gladiadora que defende a causa das pessoas, junta com seus quatro companheiros de estimação. Sua tarefa é acabar com os monstros e a fonte da sua produção, uma "estrela de prata" que caiu na Terra.

## Desenvolvimento
Em 1992, o estúdio de animação japonês Gainax estava em colaboração com a Game Arts, para produzir um jogo de ação. O estúdio de animação fez a produção artística, escrevendo a história e criando a arte que seria usado para o design dos ambientes do jogo e seus personagens. Vários de seus criadores haviam trabalhado em filmes de animação de Hayao Miyazaki, e as influências da ficção científica como no filme de 1984; Nausicaä do Vale do Vento, foram evidentes em certos níveis do jogo. Devido à predominância da ficção científica misturado temas de fantasia nos meios de animação japonesa da época, Alisia Dragoon é caracterizado com naves espaciais de alta tecnologia e robôs ao lado mítico de dragões e zumbis. A trilha sonora foi composta por Mecano Associates, que já tinha produzido outras obras da Game Arts, como os jogos: Fire Hawk: Thexder 2 e Silpheed.[carece de fontes?] A Game Arts, no entanto, fez a maior parte na produção do jogo, adaptando o trabalho artístico em ambientes e escrevendo as criaturas em linhas de código de software, para poderem ser processados pelo hardware do console.

## Recepção
Alisia Dragoon vendeu poucas cópias em seu lançamento no Japão. O jogo foi publicado inicialmente pela Sega nos Estados Unidos e Europa, onde teve limitada exposição na mídia, resultando em um sucesso moderado. Para focalizar o conteúdo ao mercado ocidental, a editora do jogo fez várias alterações cosméticas em Alisia Dragoon. Em vez de uma heroína de olhos grandes desenhada no estilo anime, Alisia foi retratada com um biquíni dourado, vestida de bárbara. A versão ocidental de Alisia foi comparada às mulheres seminuas das obras do artista Boris Vallejo.
Os ocidentais se entusiasmaram mais com o jogo do que os japoneses, embora houvesse algumas avaliações negativas. A revista GamePro disse que os controles do jogo são impressionantes, misturando muita ação e gráficos bonitos, tornando o jogo altamente desejável para os proprietários do console Mega Drive. Julian Rignall da revista Mean Machines elogiou o design do jogo, chamando a gestão dos animais de estimação de "um estímulo à tática". Seu companheiro revisor, Richard Leadbetter, disse que o jogo foi visualmente atraente, com "cenários incríveis". Ele achou a jogabilidade desafiadora, sendo obrigado a conservar a energia. Rignall concordou com Leadbetter na dificuldade do jogo, que junto com as salas secretas e power-ups para serem descobertas, fazem de Alisia Dragoon um excelente jogo de plataforma. A revista Mega classificou Alisia Dragoon entre os top 100 jogos do Mega drive, chamando de "melhor jogo de plataforma envolvendo dragões".
No início dos anos 1990, o mercado de videogames foi direcionado para os jovens do sexo masculino, e os jogos que tinham mulheres muitas vezes eram retratados como donzelas em perigo, exigindo resgate pelos protagonistas masculinos. Junto com Street Fighter II, Streets of Rage, Alisia Dragoon apresentava uma personagem feminina principal, que pode se defender sem a ajuda dos homens, oferecendo aos jogadores do sexo feminino outra escolha nos jogos.